# Rota (instrument musical)

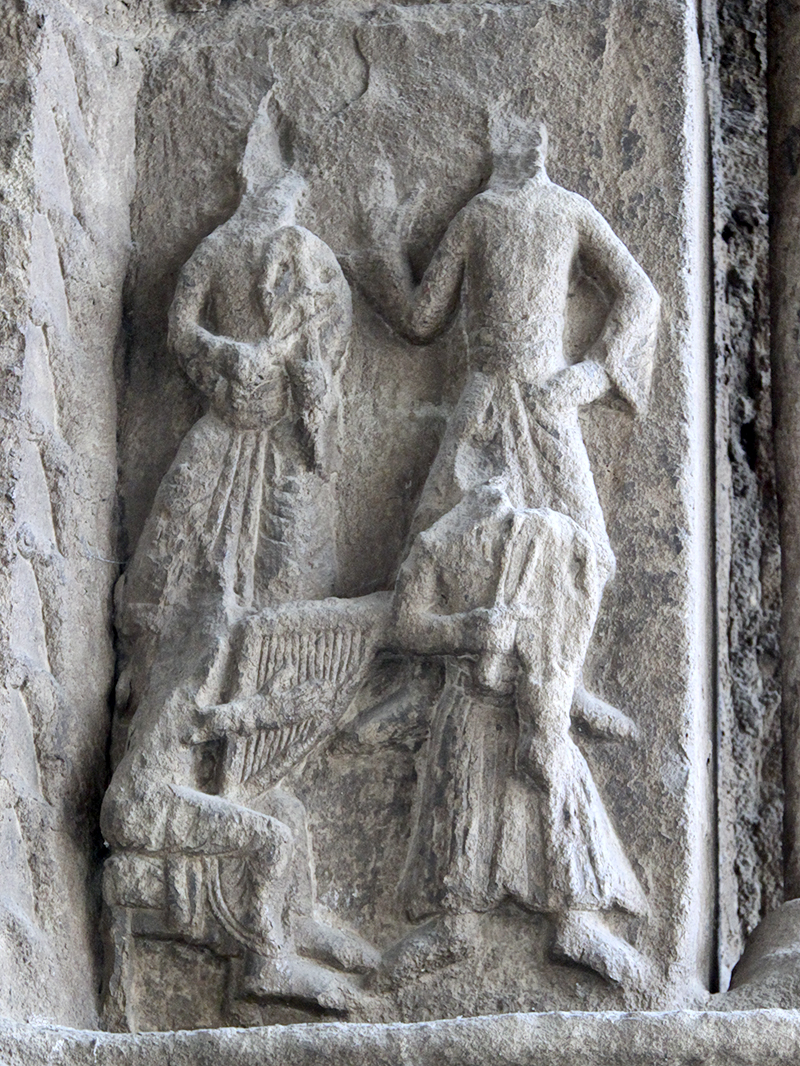
Grup de músics a la portalada de Santa Maria de Ripoll. El personatge representat a baix a l'esquerra toca una rota.

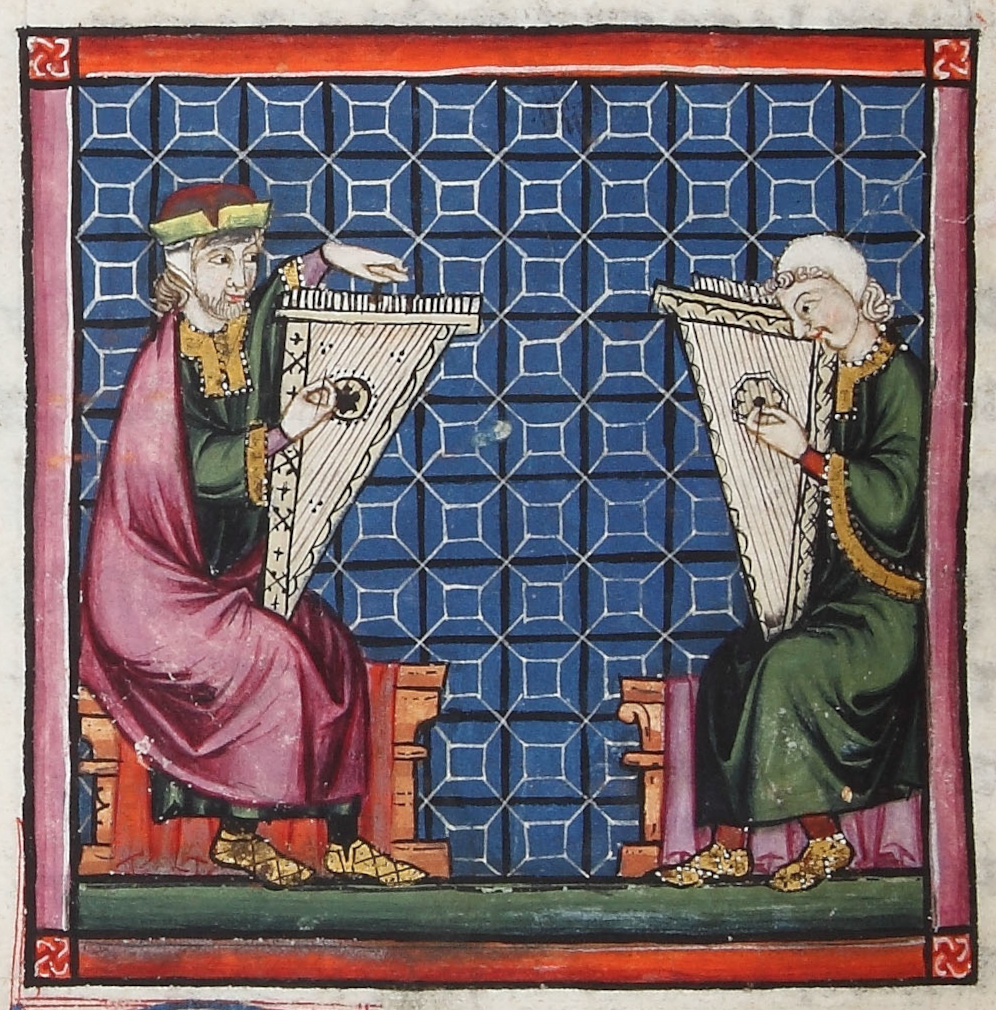
Rota de les Cantigas de Santa Maria. L'instrument és una cítara de caixa, amb el forat sonor visible darrere de les cordes.

La rota o arpa-cítara és un instrument medieval de corda pinçada amb una estructura triangular i cordes paral·leles a la caixa de ressonància, en nombre variable, per ambdós costats de l'estructura, com una arpa doble. La denominació de rota pot correspondre segons regions a diferents tipus d'instruments, com ara la lira, l'arpa-cítara, la giga o la lira bizantina. En el cas de l'Europa Occidental aquest terme fa esment a l'arpa-cítara, trobant-se diferents exemples plàstics tant d'obres en pedra (capitells, escultures) com en dibuixos en còdex i llibres en general. El nom de l'instrument té un origen probable en les paraules celtes crot i cruit.
L'instrument té forma de triangle rectangle, amb les cordes paral·leles a la hipotenusa del triangle, amb les clavilles de les cordes per fora del triangle de l'estructura de l'instrument. Donat que n'hi ha cordes per totes dues bandes del triangle les clavilles no es poden col·locar al mateix pla de les cordes, com en el cas de la cítara. El catet amb les clavilles queda posicionat, quan es toca l'instrument, en la part superior i horitzontal. L'altre catet queda en contacte amb el cos de l'instrumentista, qui el toca assegut, i l'instrument es subjecta amb les cames. Les cordes es poden pinçar amb els dits o amb un plectre.
A les imatges que es conserven es poden veure dos tipus diferents de rotes. Mentre que un dels tipus té la caixa harmònica entre les dues arpes l'altre, més senzill, conté una sola línia de cordes, sent semblant a una arpa. Al primer d'aquest tipus correspon la denominació d'arpa-cítara, és a dir, un instrument en forma d'arpa (triangular) i amb la caixa de ressonància paral·lela a les cordes, com en la cítara.
La rota fa la seva aparició en imatges cap el segle xi, tant a l'Orient com a l'Occident de Europa, i el seu ús s'estén fins al segle xv. S'ha suggerit un probable origen bizantí d'aquest instrument, a partir de la cítara oriental, i la seva difusió a través de la Mediterrània.
La rota és esmentada sovint a la literatura medieval, com ara en aquest poema del segle XV:
«El pleyto de joglares era fiera nota
Avie hy sinfonia, arpa, giga, e rota,
alboghes e salterio, citola que mas trota,
cedra e viola que las coitas enbota...»
(Albogue, del "Libro de Alexandre")